# 臺中眷村文物館
臺中市眷村文物館為台中市北屯區的眷村主題文物館，原為「北屯新村」（後更名為「凌雲社區」），建於1960-1966年，居住校級以上之飛行員及航空技術局與研究院（位於今台中公園旁的日曜百貨）之技術員，北屯新村子弟多就讀孔廟旁的空軍子弟學校（現今臺中市北區省三國民小學）及北屯國小，為國民政府遷台後所興建的眷村之一。在拆遷過程中，地方人士、議員及眷村發展協會的建議下，目前保存三棟具代表性的眷村紀念性建物。

## 歷史
- 1950年國民政府遷台後，為安置貴州飛機製造廠校級以上技術人員，接收位於現今台中孔廟旁的台灣日治時期部分房舍，居民大多居住在忠烈祠巷，其多以茅草覆頂、竹蔑土墼牆為主要建材。
- 1959年八七水災肆虐後，舊房舍全毀，時任中華民國副總統陳誠到空軍技術局（今漢翔航空工業，當時局址位於今台中公園旁的日曜百貨及文英館）巡視，朱霖局長爭取興建眷村，由空軍技術局購地自建。
- 1960年，北屯新村完工，以空心磚為建材興建，室內空間約24-28坪，有兩房一廳及衛浴設備、紅磚矮牆與竹籬笆，另外享有國防部配給制度，供空軍校級以上技術員眷屬居住。
- 1964-66年，空軍總司令部陸續於北屯新村的前村北側興建新房舍，供飛行員及眷屬居住，命名為「凌雲社區」。[1]
- 2007年，眷戶遷移後由臺中市政府無償取得土地後開始逐步拆除建物。[2]
- 2008年，原眷村住戶、北屯新村發展協會促成臺中市政府保留其中四棟眷村建築及其附屬建物設立「臺中市眷村文物館」，是臺中市區保存較完整的高階空軍技術員宿舍。
- 2014年11月，整修完工，由臺中市政府文化局經營。
- 2017年8月，臺中市政府文化局依《促進民間參與公共建設法》招標，由兩果文化創意有限公司取得經營。以自身眷村第五代的「芋頭蕃薯」文化背景，運用眷村文化及眷村美食為兩大方向，規劃園區主要有「故事館」、「小梅花商行」、「北屯新村柑仔店」、「方正谷眷村味」餐廳、「飛冰菓室」、「大方男士理髮」，希望在保留不大的眷村場域講述台灣在地故事與生活美學。

## 曾居住的知名人物
- 夏瀛洲：空軍上將、前國防大學校長
- 黃顯榮：空軍上將、總統府戰略顧問
- 胡世霖：中華民國空軍飛官
- 孟瑤 (作家)：現代知名女性小說家
- 何春蕤：台灣婦女運動先驅之一
- 劉龍飛：美麗島事件時軍法官
- 戴秉彞：國立中興大學數學系教授
- 高黎：國立中興大學數學系教授
- 張益仁：國立中興大學機械系教授
- 徐長明：私立逢甲大學數學系教授、國防部中山科學院火箭研究所
- 林煊：國防部中山科學院火箭研究所
- 林秉楠：國防部中山科學院火箭研究所
- 周濟平：國防部中山科學院火箭研究所
- 董桂森：江南案罪犯之一

## 相片集

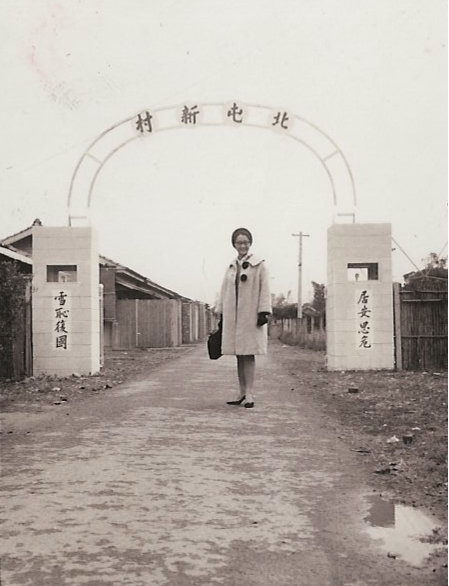
北屯新村入村拱門
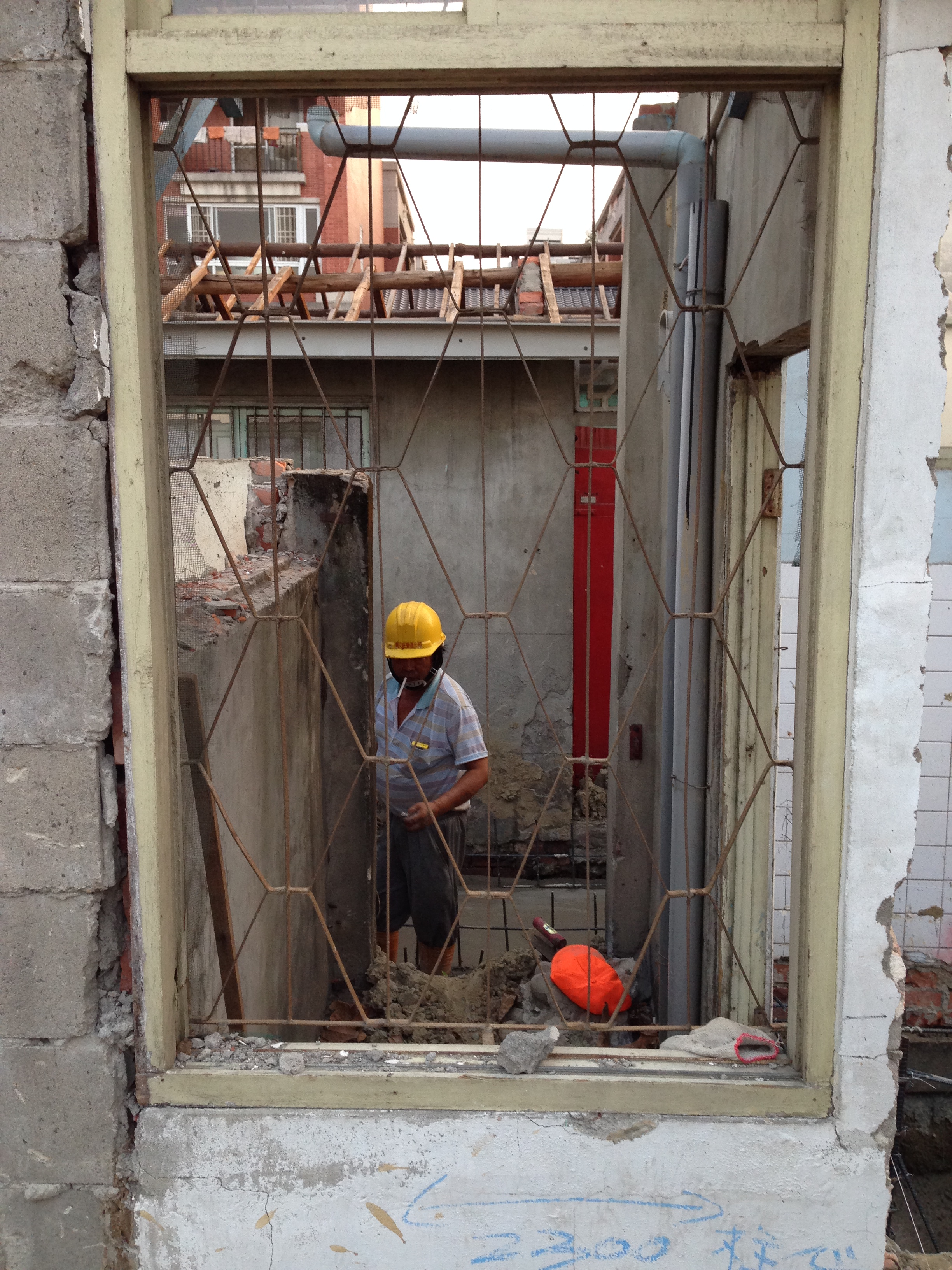
北屯新村內部空間修復
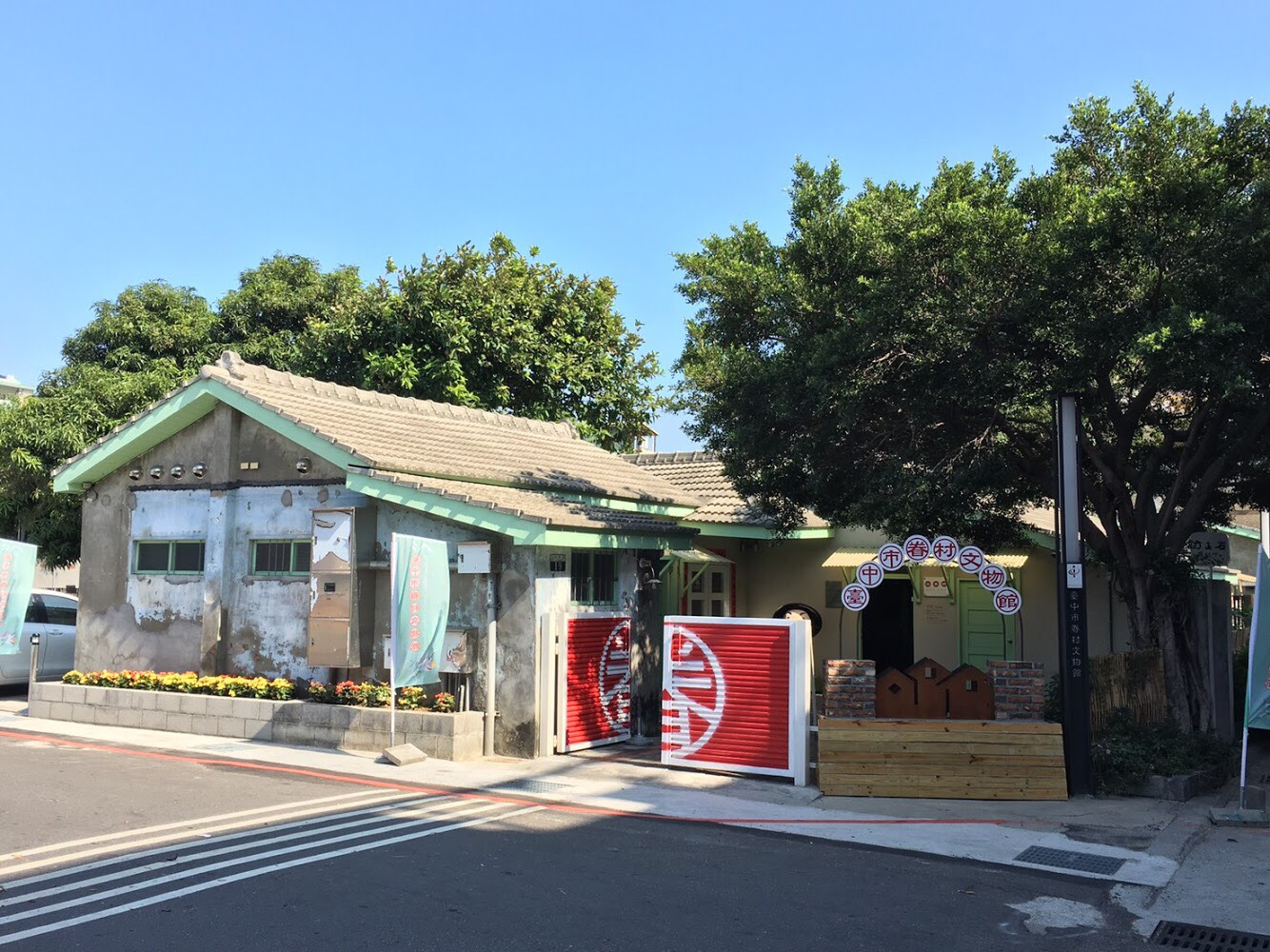
臺中市眷村文物館入口處
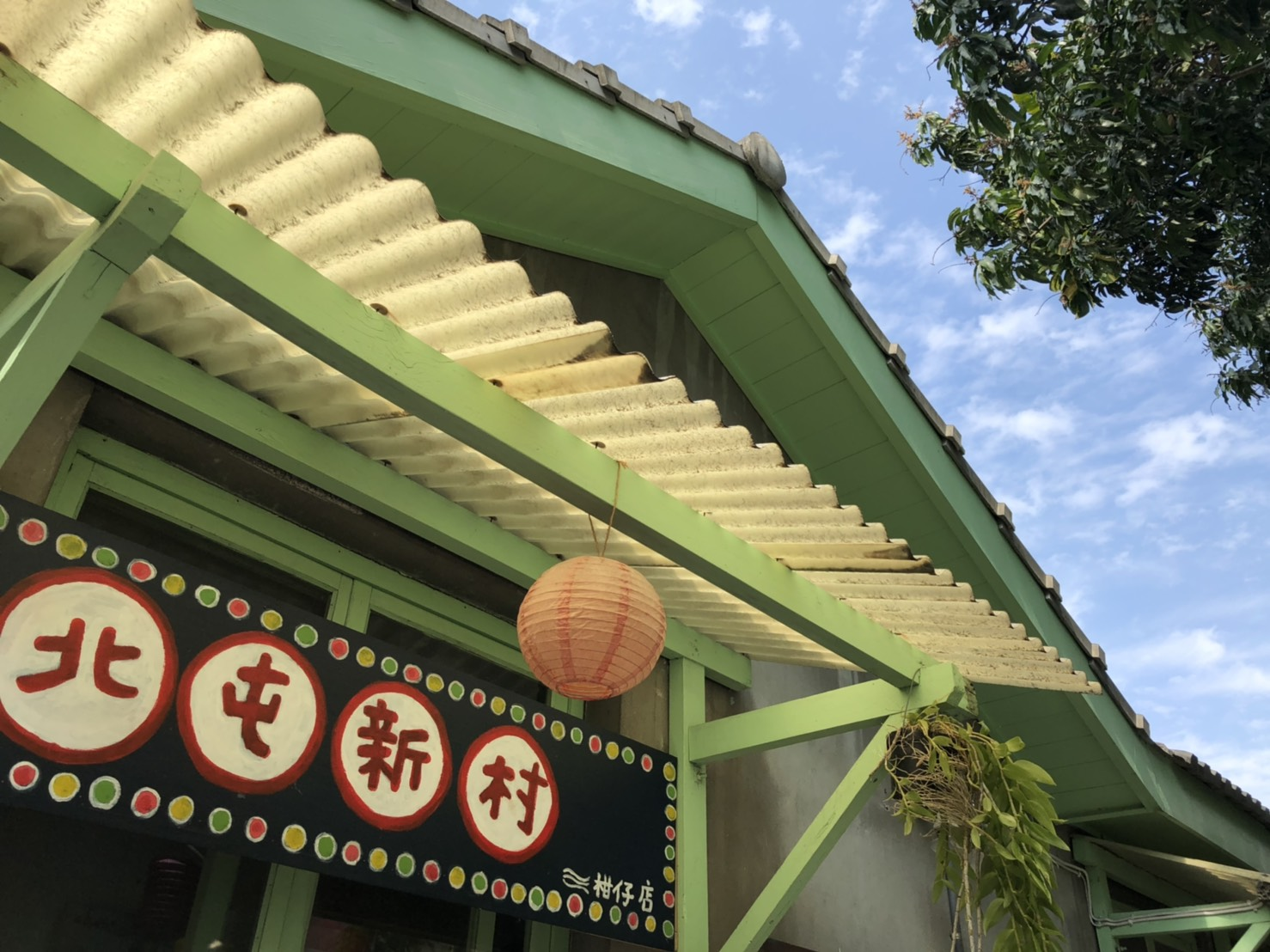
臺中市眷村文物館「北屯新村」招牌
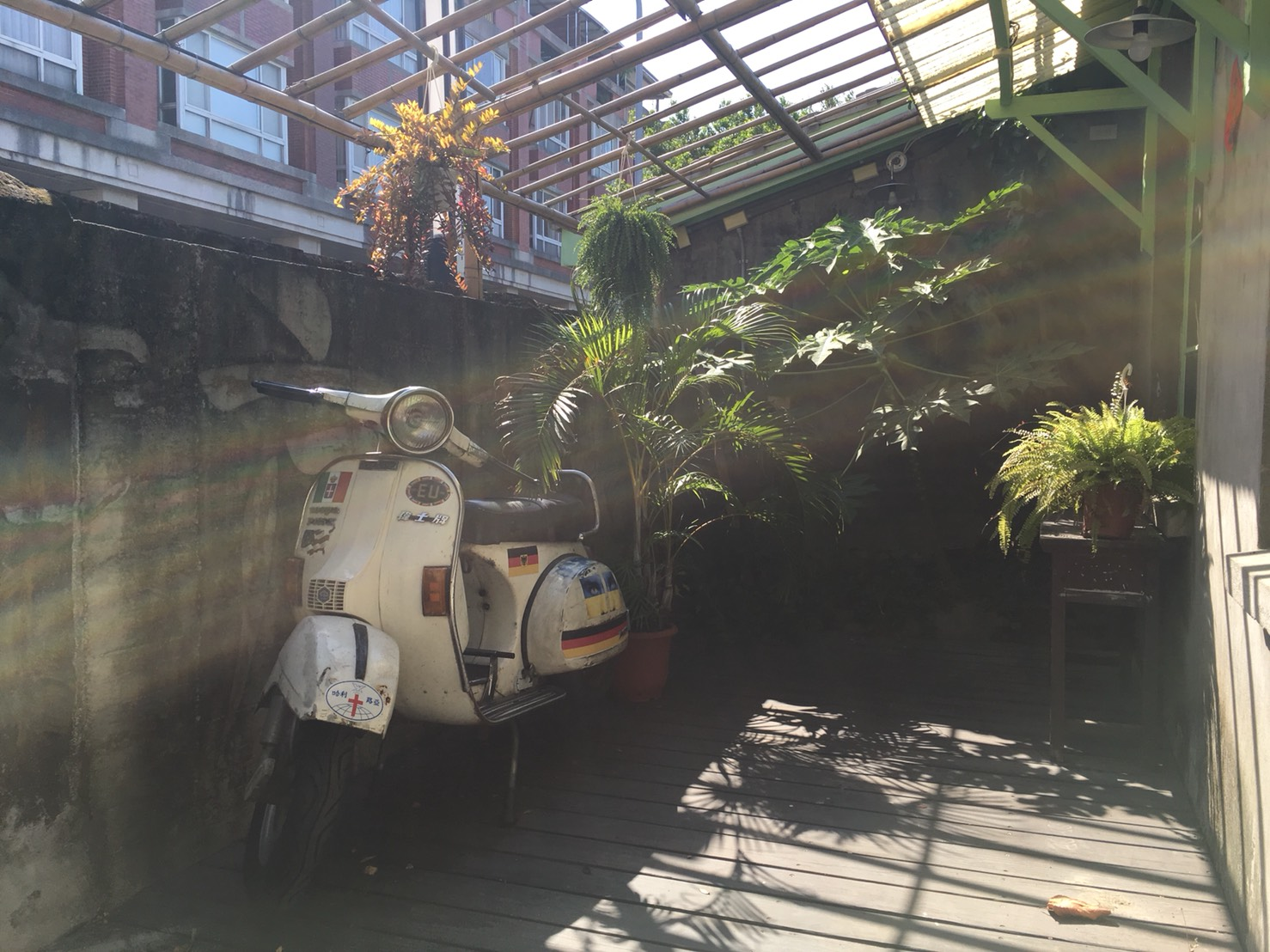
臺中市眷村文物館一隅
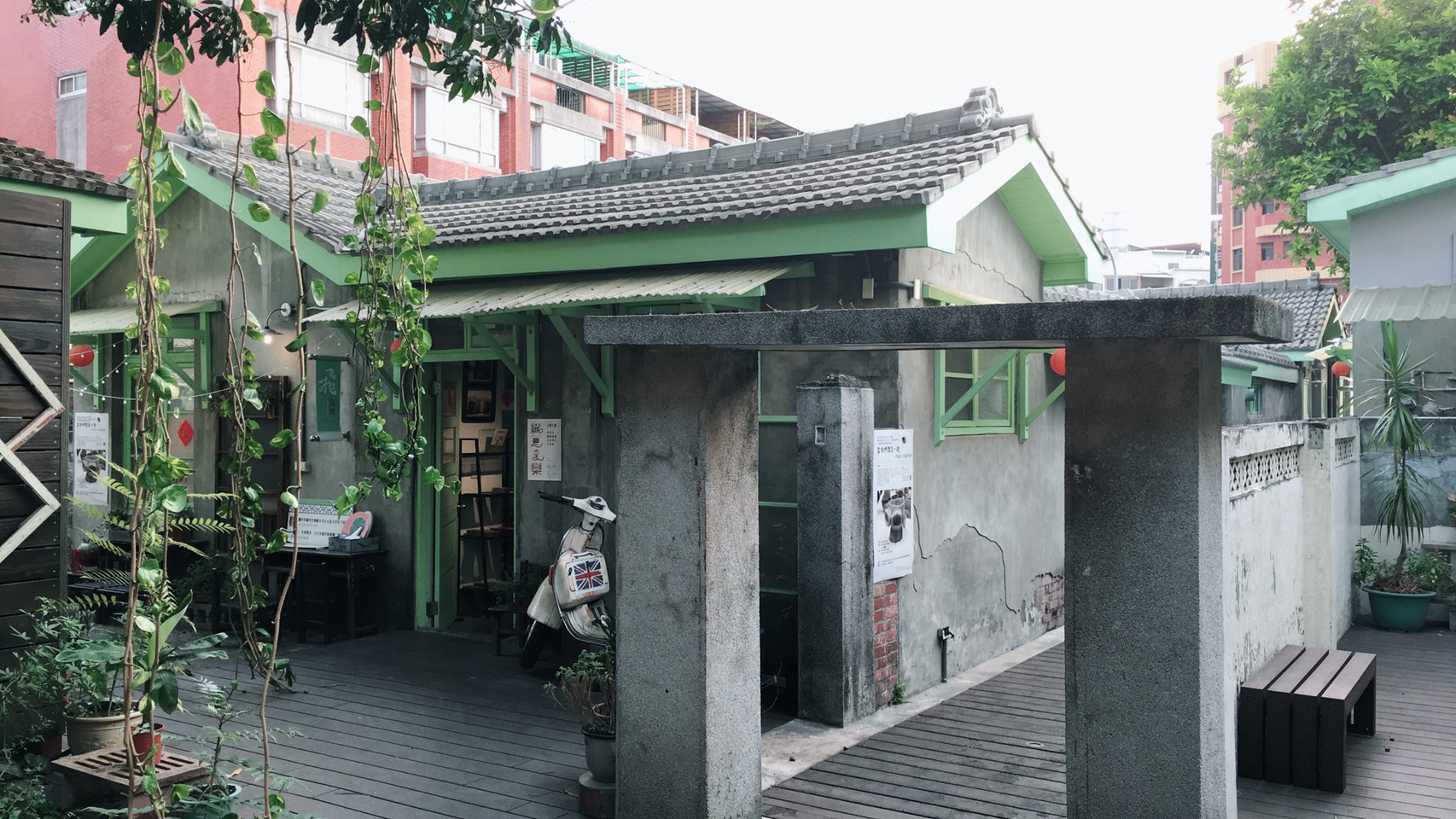
臺中市眷村文物館園區現況
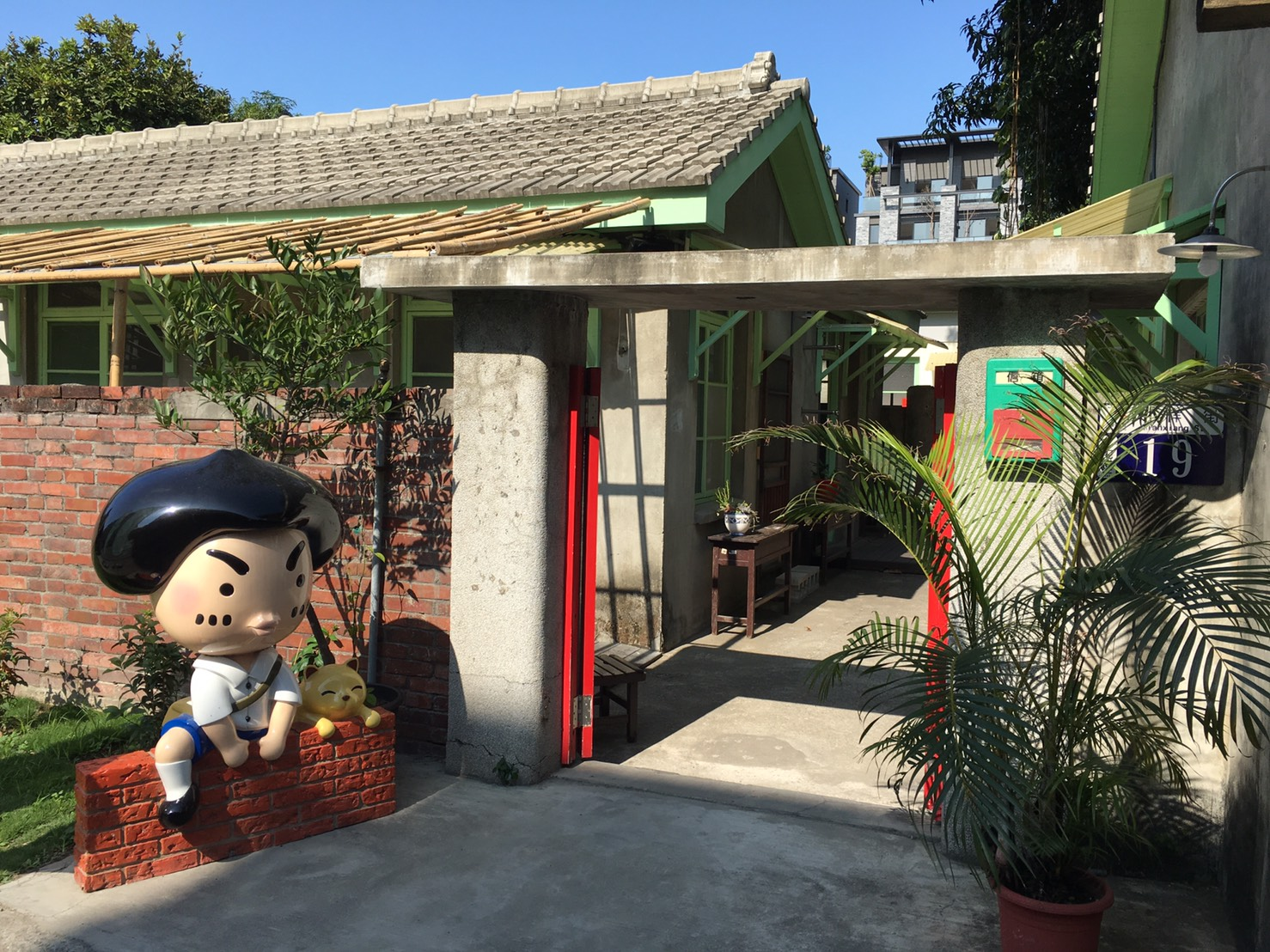
臺中市眷村文物館側門
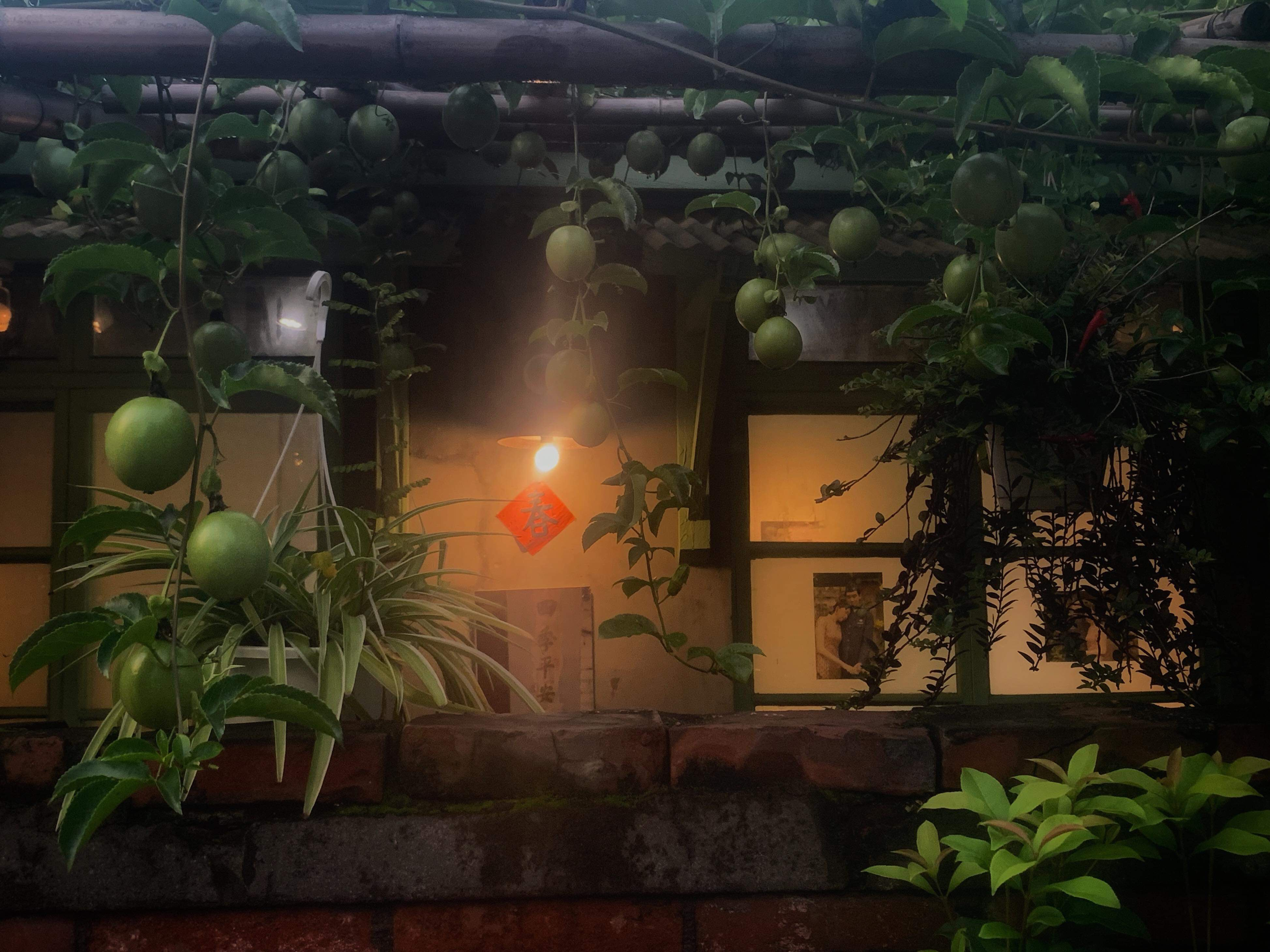
夜晚的北屯新村

兩果文化創意經營的內部現況

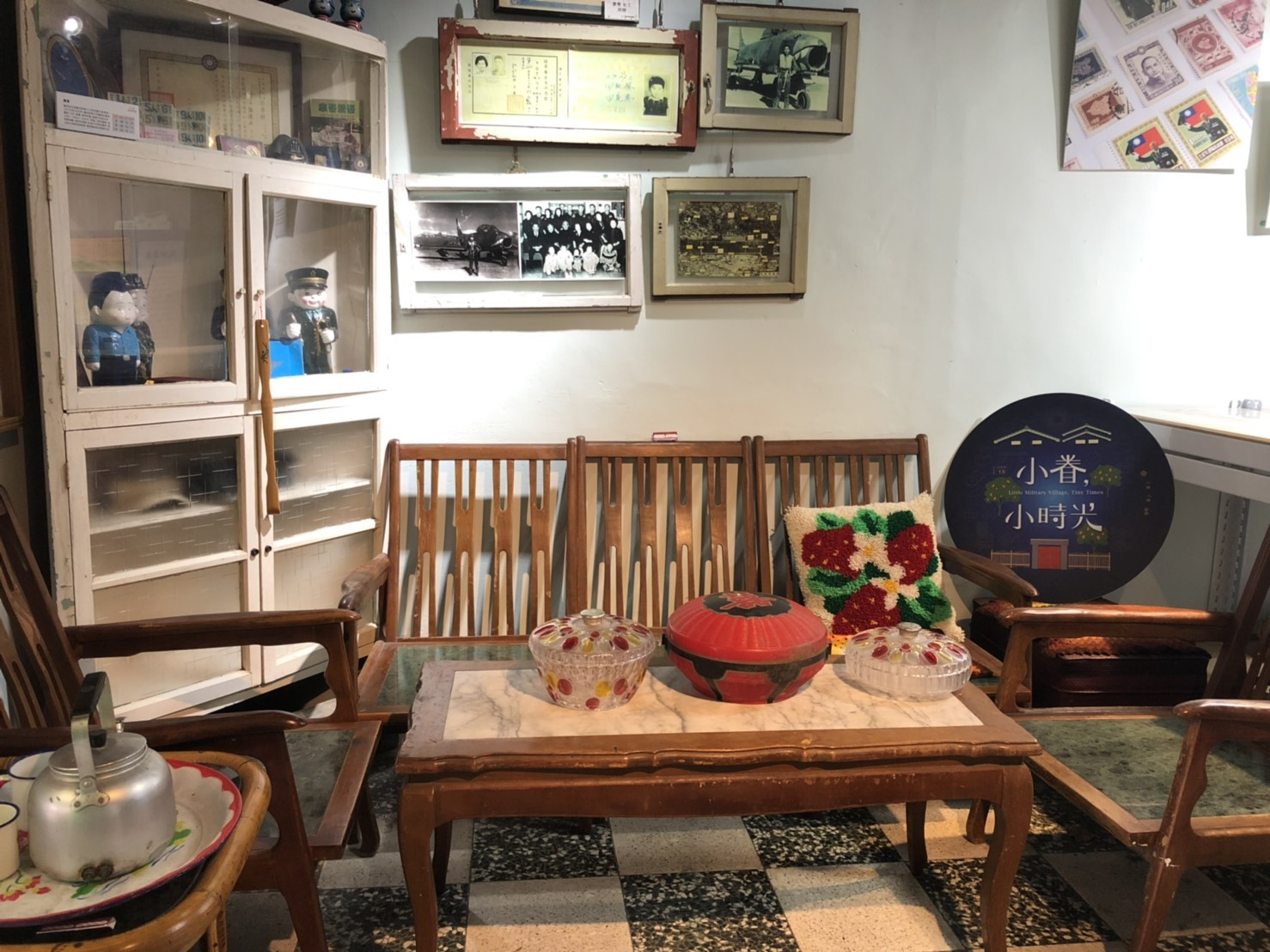
常設展-客廳一隅
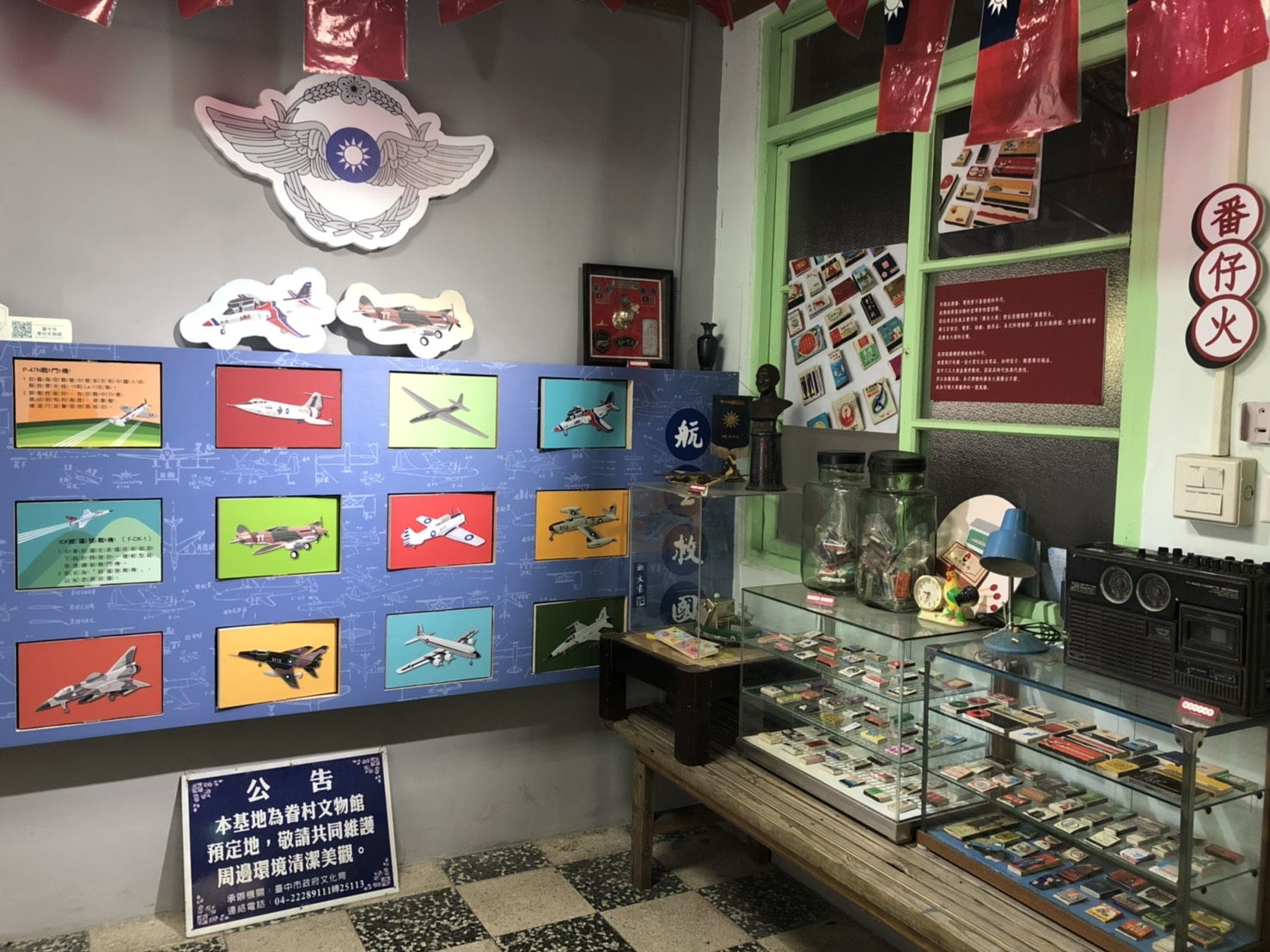
常設展-戰機翻翻牌
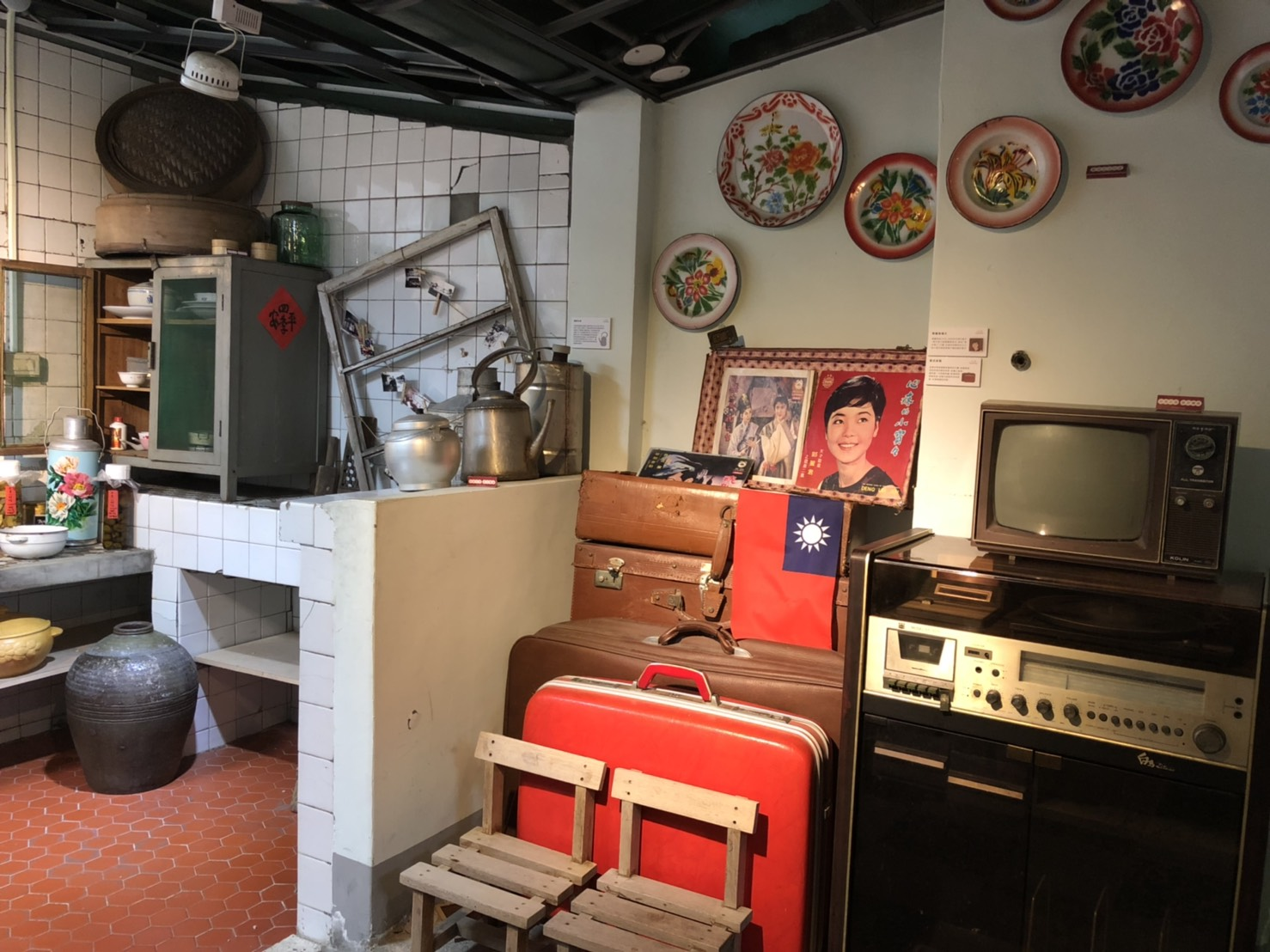
常設展-娛樂廳一隅
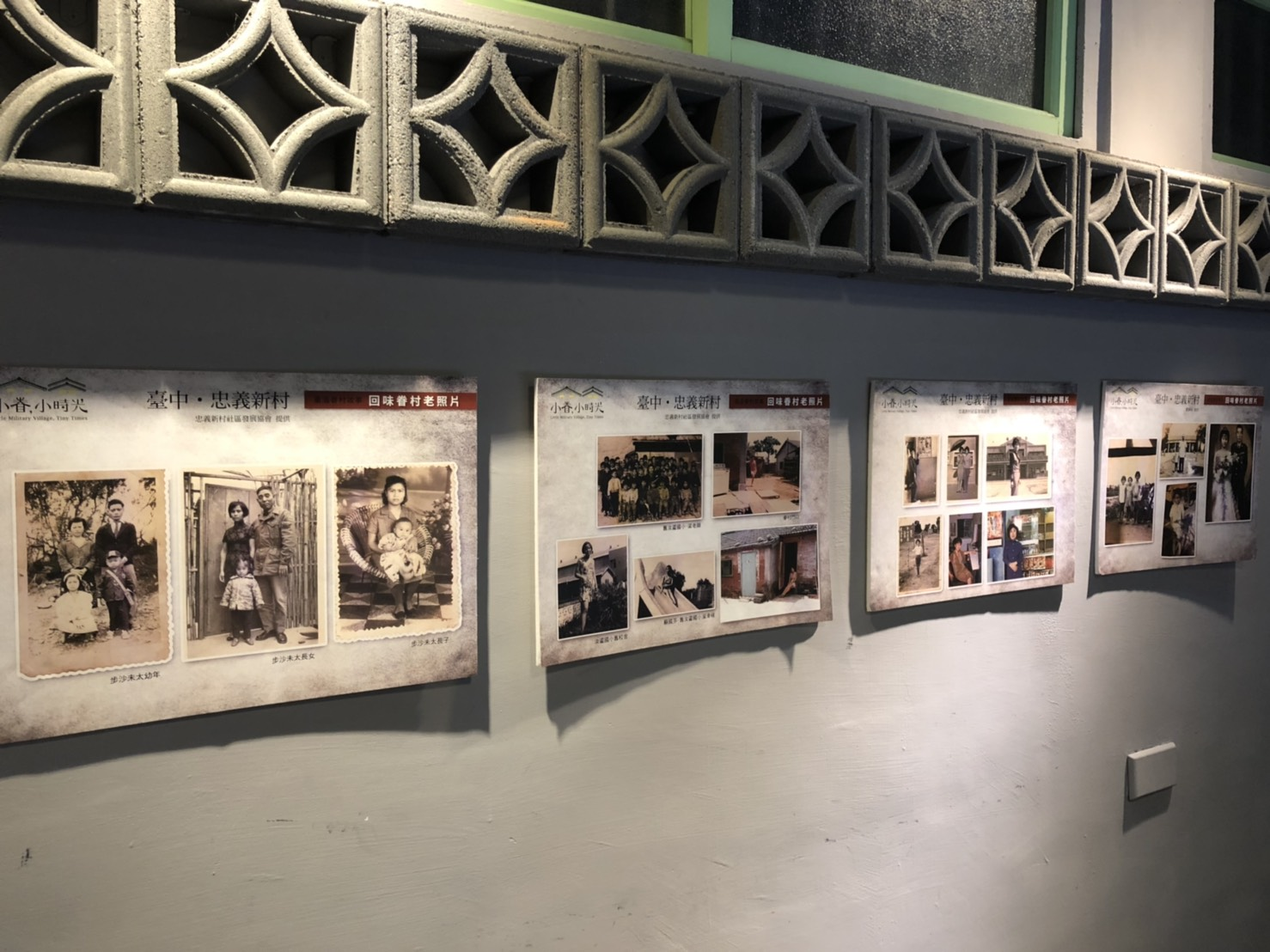
眷村老照片展示
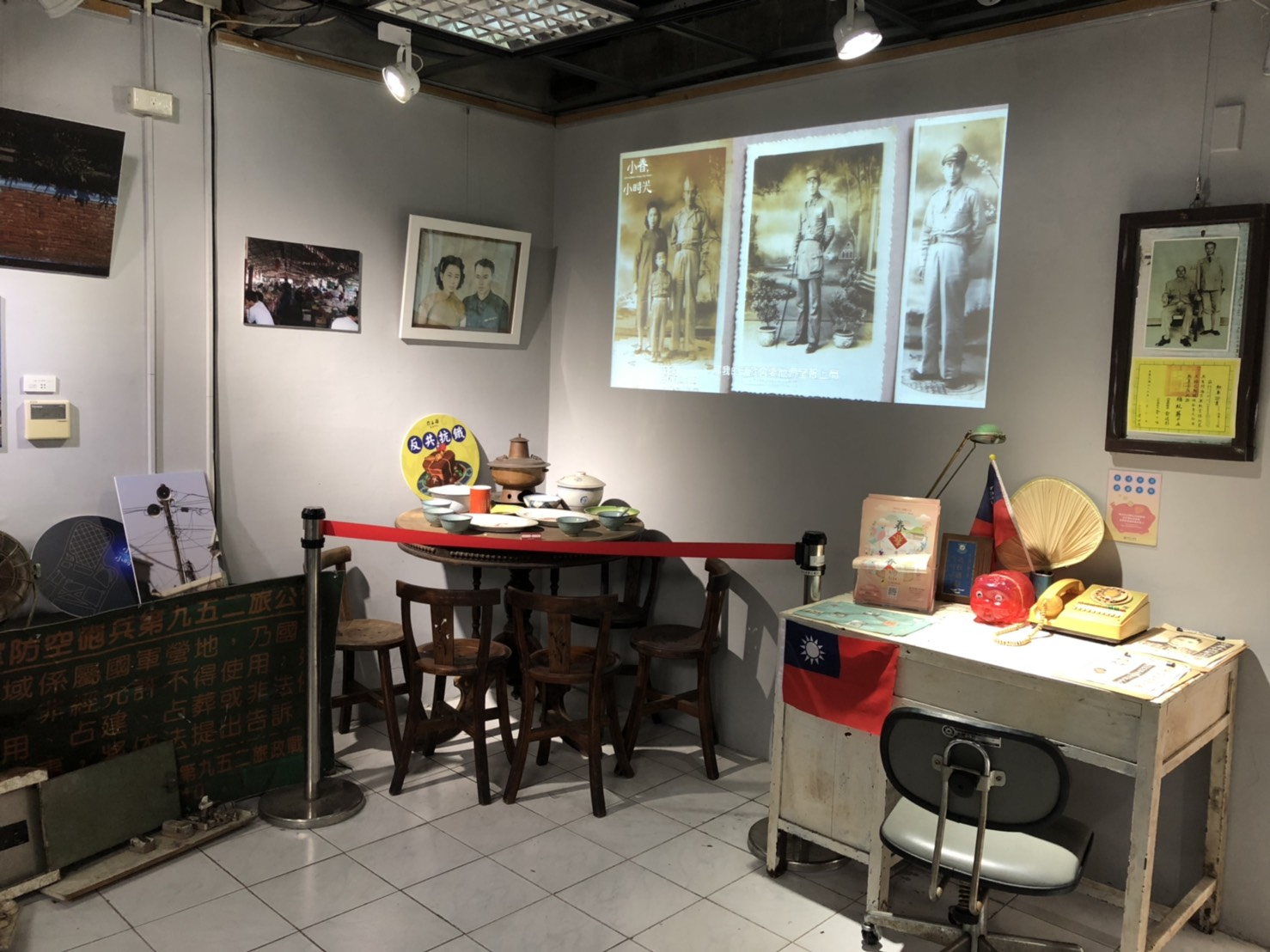
年度口述歷史展覽
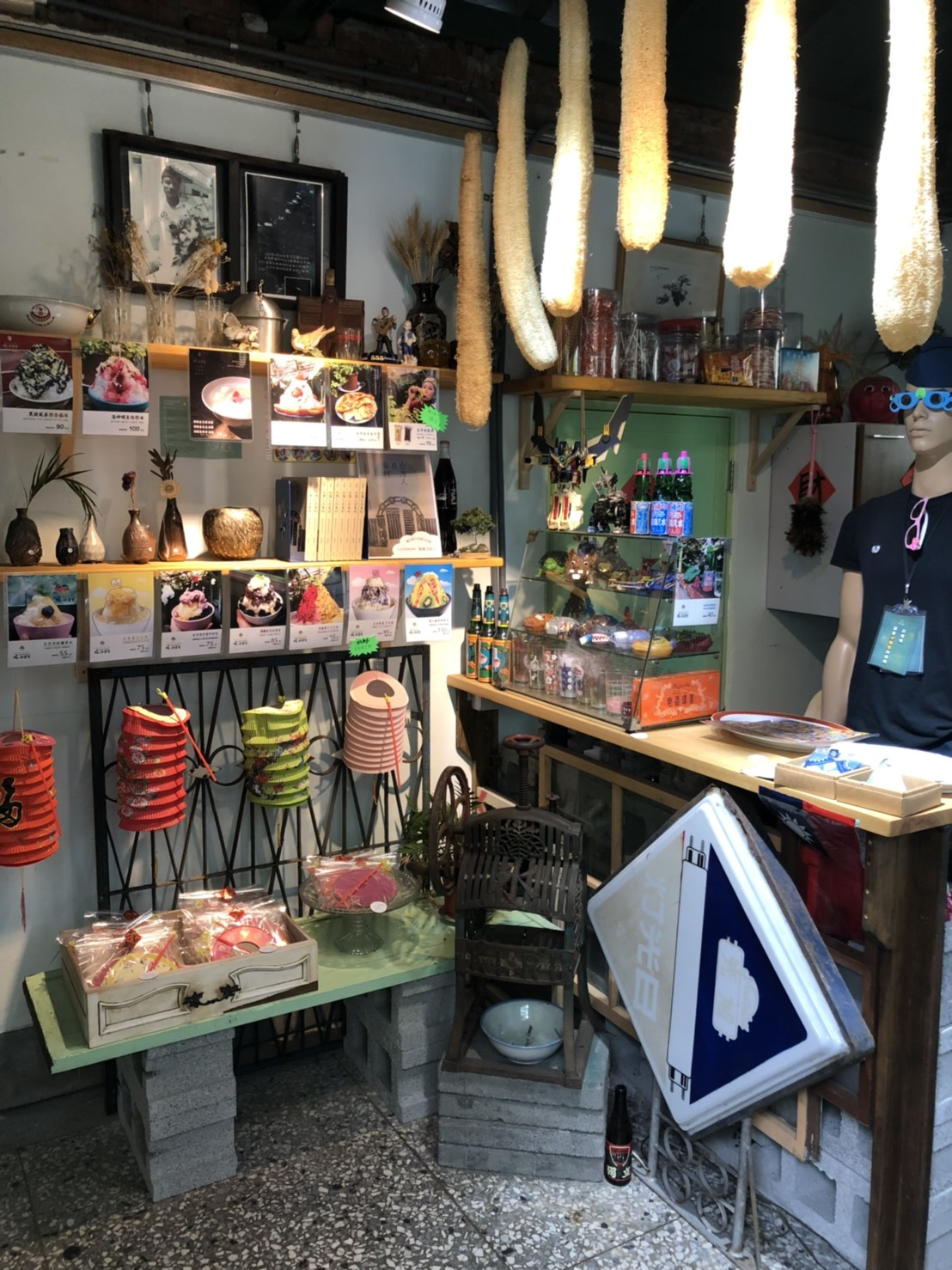
北屯新村柑仔店
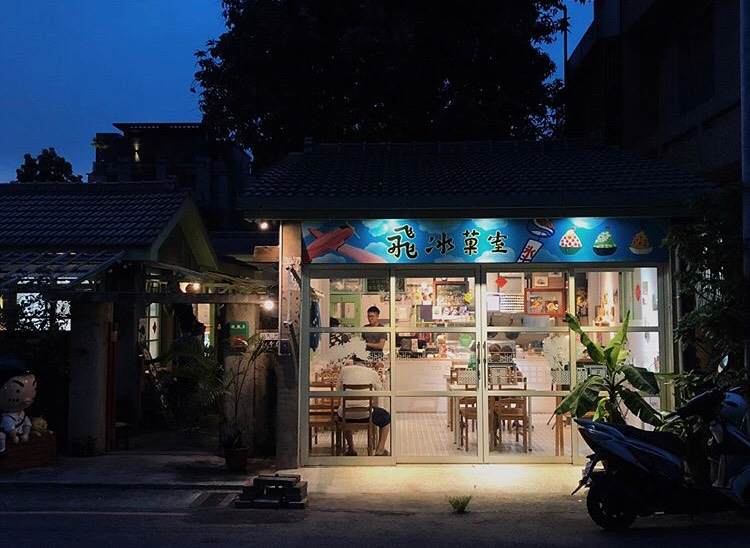
飛冰菓室外觀
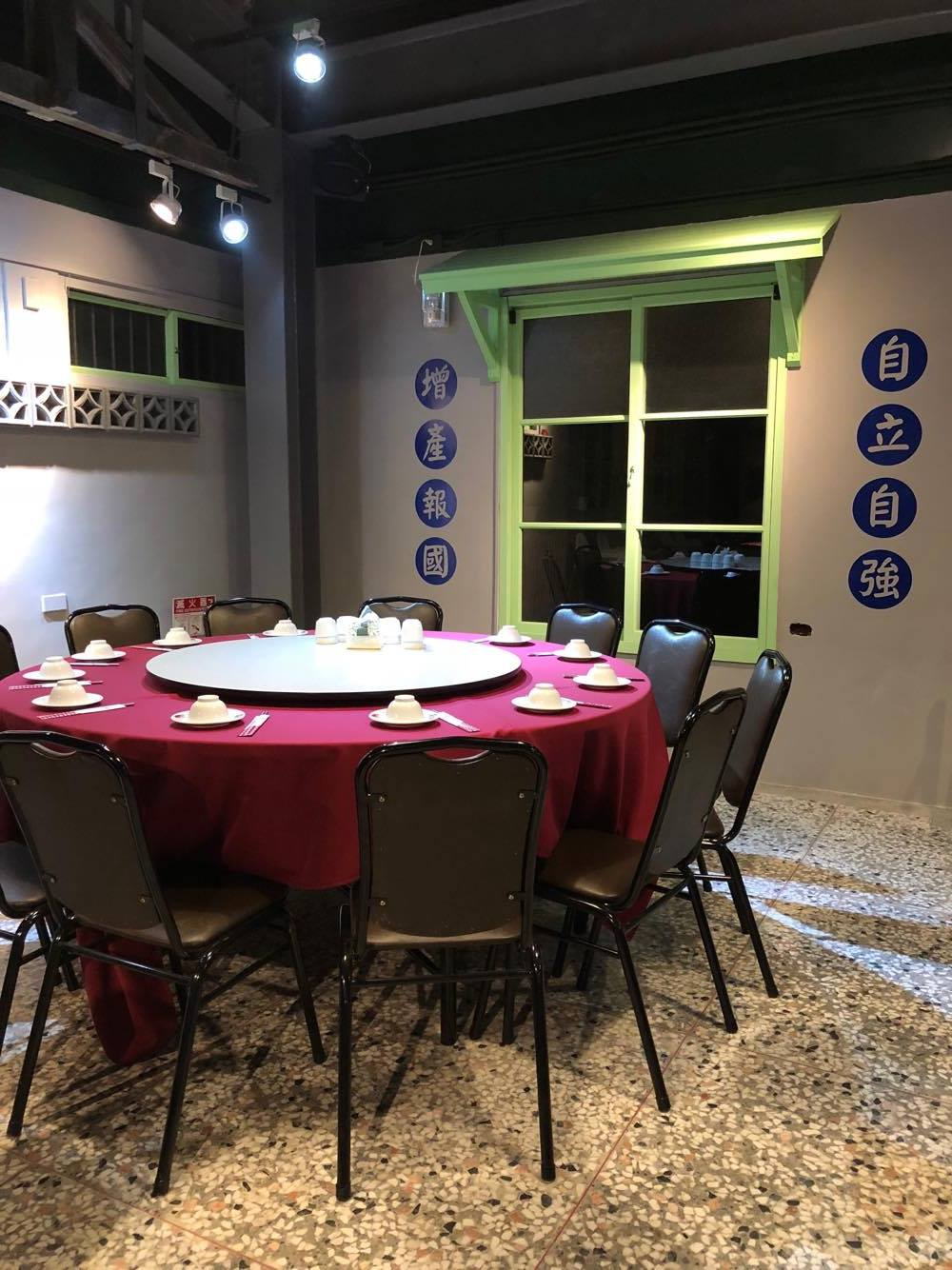
方正谷眷村味用餐一隅
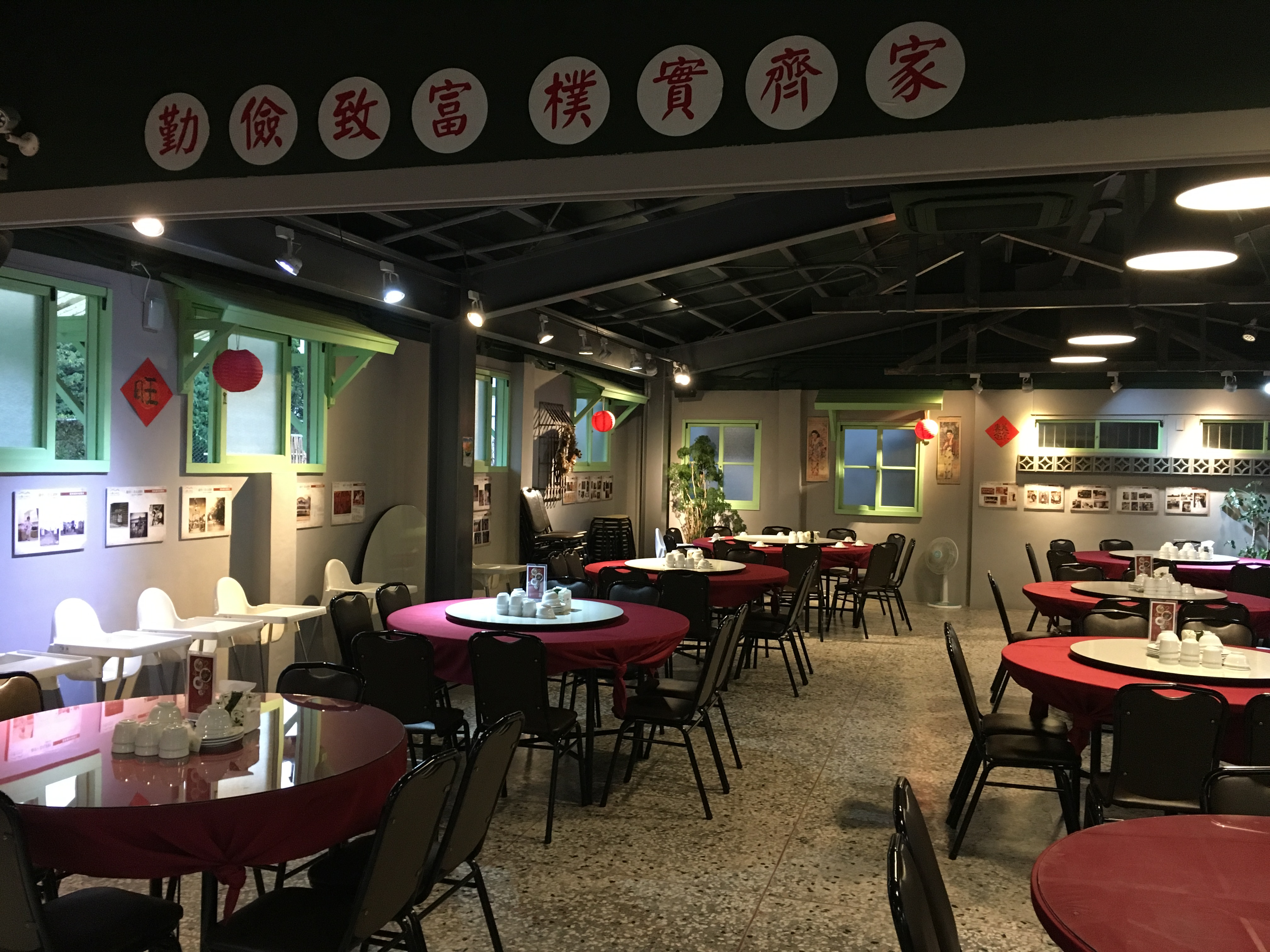
方正谷眷村味用餐環境
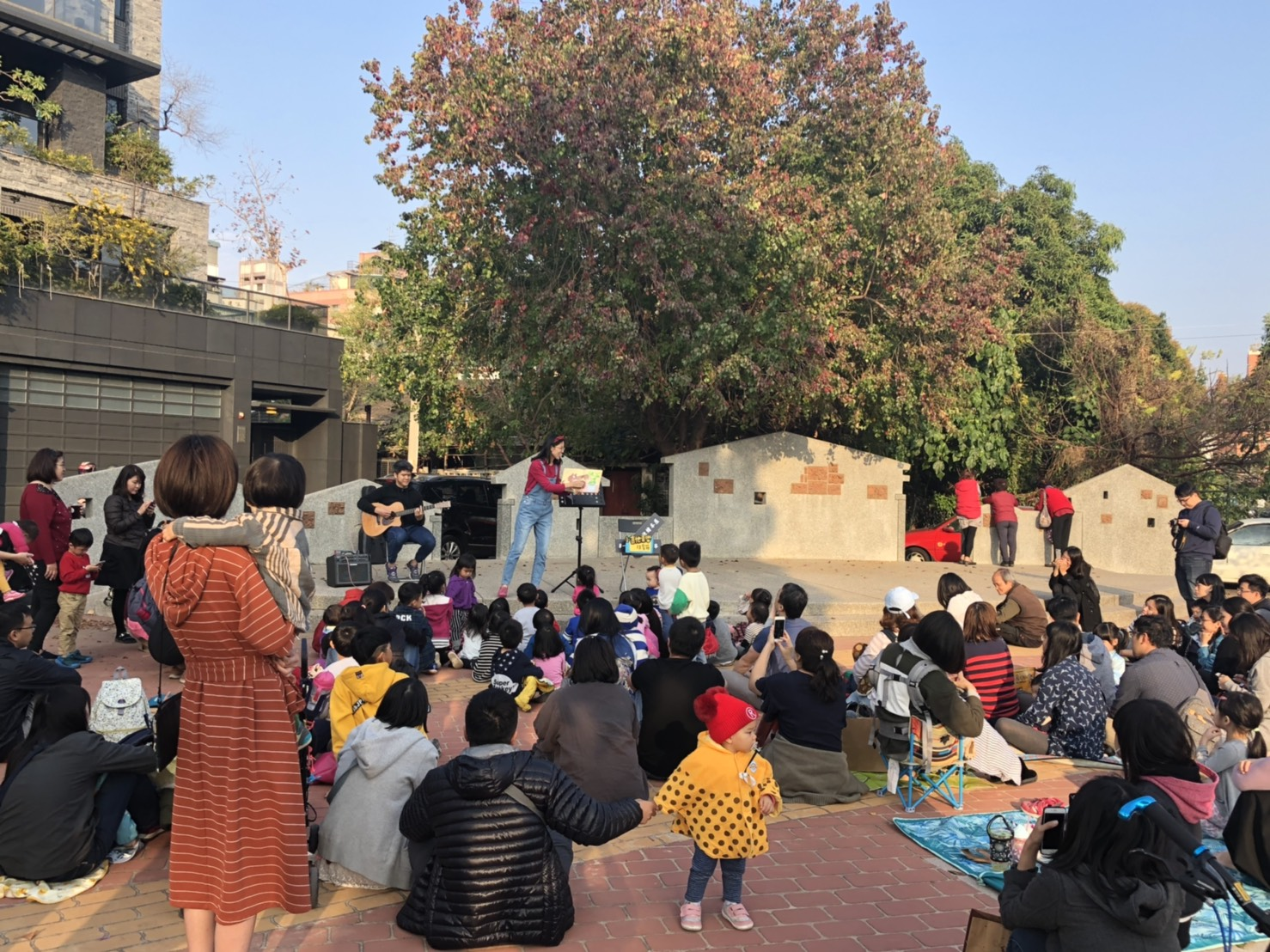
眷村公園舉辦兒童唱跳說故事

## 外部連結
- 臺中市眷村文物館的Facebook專頁

臺中市眷村文物館 Instagram.com 專頁